# ジークフリート・ヘルト
ジークフリート・ヘルト（Siegfried Held、1942年8月7日 - ）は、ドイツ・フロイデンタール（現在のチェコ共和国・ブルンタール）出身のサッカー選手、サッカー指導者。ポジションはフォワード（ウイング）。

## 来歴
レギオナルリーガ南部のキッカーズ・オッフェンバッハを経て、1965年にブンデスリーガのボルシア・ドルトムントに移籍。1965-66シーズンのUEFAカップウィナーズカップではリヴァプールとの決勝戦で先制点を挙げ、2-1の勝利に貢献した。その後は再び古巣のキッカーズ・オッフェンバッハ、ボルシア・ドルトムントなどに所属した。ブンデスリーガでの通算成績は422試合出場72得点。
西ドイツ代表では1966年2月にデビューを果たし、1973年までの8年間で41試合に出場して5得点を挙げた。
代表初選出から数ヵ月後の1966年ワールドカップ・イングランド大会ではレギュラーとして全6試合に出場。決勝に進むも「疑惑のゴール」によってイングランド代表に2-4で敗れた。1970年ワールドカップ・メキシコ大会でも3試合に出場。延長の末に3-4でイタリアに敗れた、いわゆる「世紀の試合」にも途中出場している。
引退後は監督として、ドイツを始めとする各国のクラブチーム、そして代表チームを率いた。ドルトムント在住ということもあり、2006年ワールドカップ・ドイツ大会では開催地のひとつである同都市の大使を務めた。

## 所属クラブ
- 1963年 - 1965年  キッカーズ・オッフェンバッハ
- 1965年 - 1971年  ボルシア・ドルトムント
- 1971年 - 1977年  キッカース・オッフェンバッハ
- 1977年 - 1979年  ボルシア・ドルトムント
- 1979年  SCプロイセン・ミュンスター
- 1979年 - 1981年  KFCユルディンゲン05

## 代表歴

### 試合数
- 国際Aマッチ 41試合 5得点（1966年-1973年）[1]

| 西ドイツ代表 | 国際Aマッチ | 国際Aマッチ |
| 年           | 出場        | 得点        |
| ------------ | ----------- | ----------- |
| 1966         | 11          | 1           |
| 1967         | 3           | 0           |
| 1968         | 7           | 2           |
| 1969         | 5           | 1           |
| 1970         | 5           | 0           |
| 1971         | 4           | 1           |
| 1972         | 3           | 0           |
| 1973         | 3           | 0           |
| 通算         | 41          | 5           |

## 指導歴
- 1981年 - 1983年  シャルケ04
- 1984年  FCレムシャイト
- 1986年 - 1989年  アイスランド代表
- 1989年 - 1990年  ガラタサライ
- 1991年 - 1993年  FCアドミラ・ヴァッカー・メードリング
- 1993年 - 1994年  ディナモ・ドレスデン
- 1995年  ガンバ大阪
- 1996年 - 1997年  1.FCロコモティヴ・ライプツィヒ
- 2001年 - 2003年  マルタ代表
- 2004年 - 2005年  タイ代表

## タイトル

### 選手時代
ボルシア・ドルトムント
- UEFAカップウィナーズカップ:1回（1965-66）